# 16 brumaire
16 vendémiaire 16 frimaire
Le sextidi 16 brumaire, officiellement dénommé jour du chervis, est le 46e jour de l'année du calendrier républicain.
C'était généralement le 6e jour du mois de novembre dans le calendrier grégorien.